# Tranbjerg Sø
Tranbjerg Sø der ligger syd for Tranbjerg, i Aarhus Kommune. Søen er også kendt som Trankær Mose eller Østerby Mose, idet den oprindeligt var en gammel tørvemose og under 2. verdenskrig blev der gravet tørv på området, hvor søen ligger i dag. I 1979 blev moseområdet udgravet til en sø, som samtidig fandt anvendelse som regnvandsbassin for Tranbjergs overfladevand.
Søen virker som vandregulering af Giber Å-systemet, og har udløb til Giber Å via Ballebæk, som løbende tilføres vand herfra. Specielt i lange tørre somre sikrer Tranbjerg Sø, at å-systemet ikke udtørrer. Man vil derfor nogle år kunne opleve søen næsten tørlagt hen på sensommeren. Samtidig sikrer søen, at å-systemet ikke tilføres for store mængder vand i kraftige nedbørsperioder. Der er dog altid vand i søens sydlige ende, hvor den oprindelige mose har ligget. Her er der væsentligt dybere end i resten af søen, så når vandspejlet falder begrænses søen til dette område. Dette sikrer fiskebestandens overlevelse, under de forekommende specielle sø-forhold.
Vilkårene i søen blev ændret positivt med oprensningen i vinteren '08-'09. En del tilførte næringsstoffer blev fjernet, og søen blev dybere, og således kunne den rumme yderligere 20.000 m3 vand.

## Miljø
Tranbjerg Sø er et yndet udflugtsmål for mange naturelskere. Der er anlagt en sti hele vejen rundt om søen, som har en passende størrelse til en hyggelig vandretur for alle aldre. Der er opstillet bænke og affaldsspande til pausen ved søen.
Der er nogle stykker som tager en årlig forårsoprydning med hele familien langs søen inden sivene dækker affaldet. Herudover er der nogle, som året rundt har deres daglige gang søen rundt med affalds-tangen. 
Der tages løbende vand og bundprøver i søen.

## Liv
Tranbjerg Sø byder på et meget rigt fugleliv.
Søen er hjemsted for en lang række ynglefugle som bl.a. indbefatter Fiskehejre, Knobsvane, Blishøne og Gråand. Søens to anlagte øer er således vigtige redepladser for de herboende fugle, da søens øvrige bredder er ret trafikerede af naturelskere. Det er derfor vigtigt at fuglelivet på øerne forbliver så ugenert som muligt.
Herudover bliver søen flittigt besøgt af en lang række trækfugle, som ligger deres vej forbi på deres trækruter. Her må specielt nævnes det store antal af Troldænder, som findes her stort set hele vinteren, men som igen flyver nord og øst på i sommerhalvåret.
Af andre fugle som besøger søen skal nævnes, Taffeland, Stor Skaldesluger, Toppet lappedykker, Skarv samt en flok sultne og tørstige Måger.
Et andet flyvende dyr, som holder til ved søen er Flagermus. På en god sommeraften skal man være mere end uheldig for ikke at se dem på jagt efter insekter i skumringen. Blot skal man ikke forveksle dem med de lavtgående Svaler.